# دانشگاه اوهایو

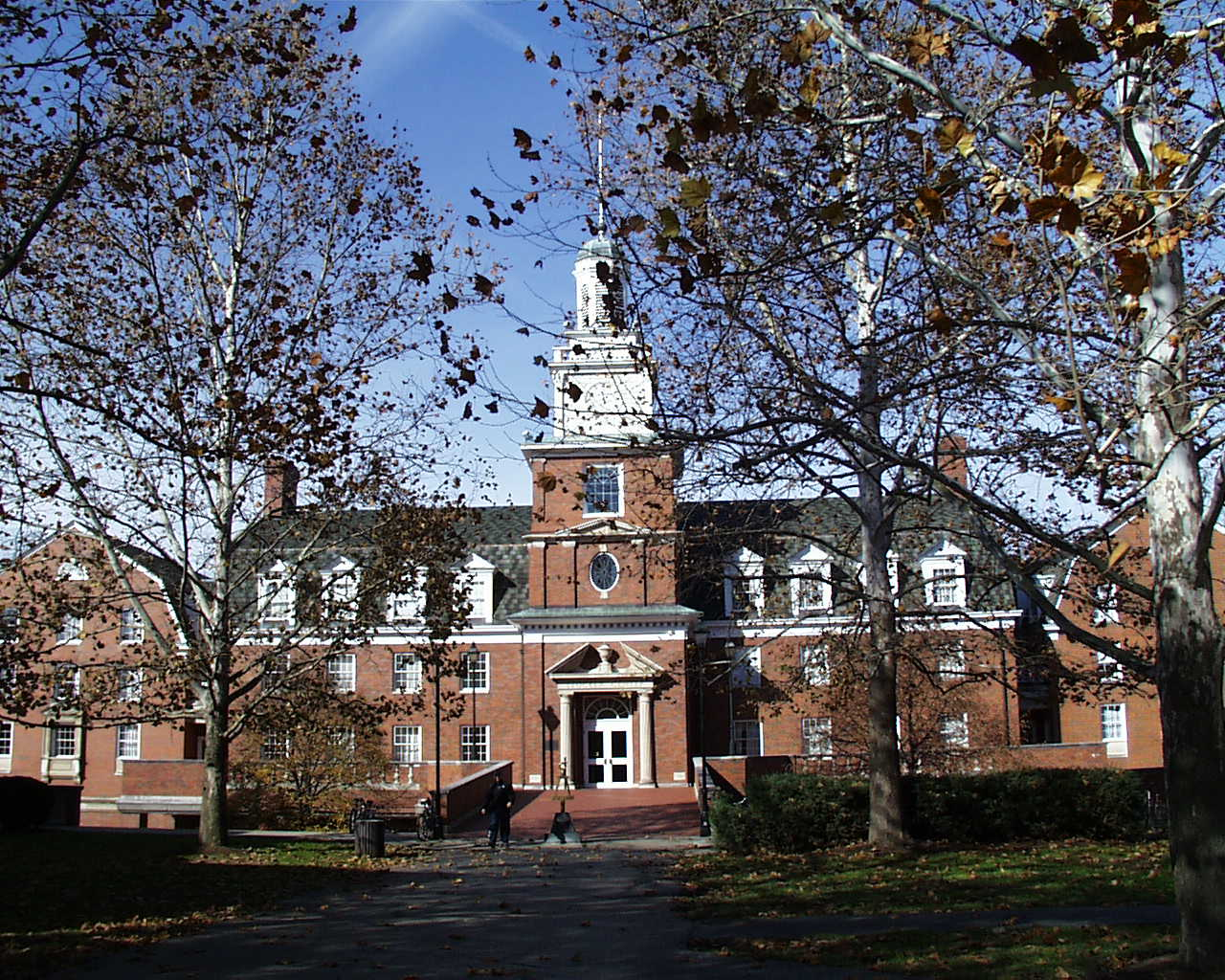
ساختمان مرکزی «استاکر»

دانشگاه اوهایو (به انگلیسی: Ohio University) یک دانشگاه تحقیقاتی دولتی در شهر اتنز واقع در ایالت اوهایو آمریکا است که در سال ۱۸۰۴ میلادی تأسیس شده و قدیمی‌ترین دانشگاه منطقه ایالت‌های غرب میانه آمریکا و نهمین دانشگاه قدیمی در کل ایالات متحده آمریکا است. دانشگاه اوهایو در رتبه‌بندی بهترین دانشگاه‌های آمریکا در مجلات و وبسایت‌های معتبر نظیر فرچون (مجله)، یواس نیوز اند ورلد ریپورت، بلومبرگ بیزنس‌ویک و فوربز همیشه در بین ۱۰۰ دانشگاه اول قرار داشته‌است. دانشگاه اوهایو به همراه دانشگاه پرینستون، دانشگاه کالیفرنیا، لس‌آنجلس و بوستون کالج بیشترین برندگان برنامه فولبرایت را در آمریکا داراست. در سال تحصیلی ۲۰۱۵–۲۰۱۴ از این حیث، رتبه یک را در میان دانشگاه‌های آمریکا کسب کرد.
از فارغ‌التحصیلان ایرانی که در این دانشگاه تحصیل کرده‌اند می‌توان به محمود سریع‌القلم اشاره نمود که دوره پسا دکترا روابط بین‌الملل را در این دانشگاه گذراند.

## تاریخچه تأسیس

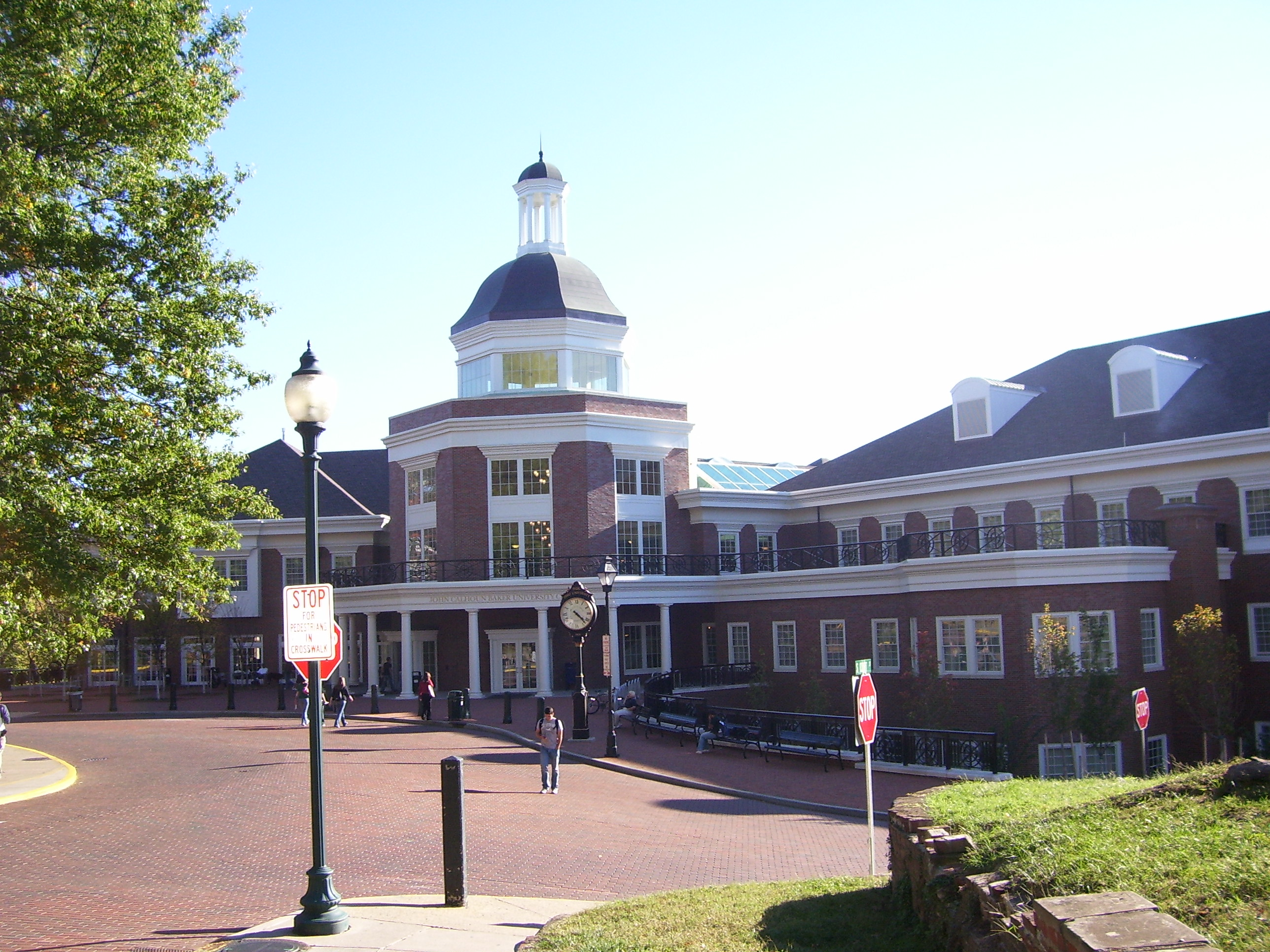
دانشگاه اوهایو

دانشگاه اوهایو در ۱۸ فوریه ۱۸۰۴ به دنبال تصویب شورای عمومی ایالت اوهایو در شهر اتنز در کنار رودخانه هاکینگ افتتاح شد. دلیل انتخاب اتنز این بود که این شهر در مسیر مستقیم میان دو شهر شیلیکوت که مرکز اصلی ایالت اوهایو بود و شهر ماریتا قرار دارد. افتتاح این دانشگاه یازده ماه پس از پذیرفته شدن ایالت اوهایو در اتحادیه بود. دانشگاه در طی سال‌های قرن نوزدهم به سرعت رشد کرد و دانشجویان فراوانی را در سطح ملی و بین‌المللی جذب کرد. در طی قرن بیستم این دانشگاه رشد بی‌سابقه‌ای را تجربه کرد. مابین سال‌های ۱۹۵۵ تا ۱۹۷۰ ثبت‌نام دوره‌های کارشناسی این دانشگاه سه برابر شد (از رقم ۷۰۰۰ به ۲۰۰۰۰ رسید). در طول همین دوره، فضای پردیس دانشگاه نیز با ساختن بیش از بیست و پنج خوابگاه جدید، ایستگاه‌های رادیو و تلویزیون، تشکیلات آموزشی و پژوهشی جدید و مجموعه ورزشی با ۱۳ هزار نفر گنجایش سه برابر شد. در سال ۱۹۷۵ دانشگاه اهایو در فهرست بهترین دانشگاه‌های آمریکا که از طرف یواس نیوز اند ورلد ریپورت منتشر می‌شود به‌طور مشترک در رتبه یک قرار گرفت.

## پردیس دانشگاه
پردیس اصلی دانشگاه اوهایو در در شهر اتنز در کنار رودخانه هاکینگ قرار دارد. در معماری فضاهای پردیس دانشگاه اهایو، سبک کلاسیک معماری فدرال تم اصلی معماری‌اش می‌باشد که بویژه در ساختمان‌های قدیمی‌تر واقع در کالج سبز دانشگاه قابل مشاهده است. در معماری ساختمان‌های جدید و خوابگاه‌های درون پردیس نیز این سبک کلاسیک پسااستعماری حفظ شده‌است هر چند المان‌های مدرن نیز در طراحی‌شان انطباق داده شده‌است. معمولاً از پردیس دانشگاه اوهایو به عنوان یکی از زیباترین فضاهای دانشگاهی در آمریکا نام برده می‌شود. حس آیوی لیگ داشتن پردیس دانشگاه همراه با ریشه‌های کلاسیک آمریکایی آن باعث شد تا مجله تایم از پردیس دانشگاه اوهایو به عنوان «هاروارد در کنار هاکینگ» (که اشاره به قرار گرفتن آن در کنار رودخانه هاکینگ می‌باشد) نام ببرد، ارجاعی که در طول سال‌های گذشته مشهور شد.

### کالج سبز

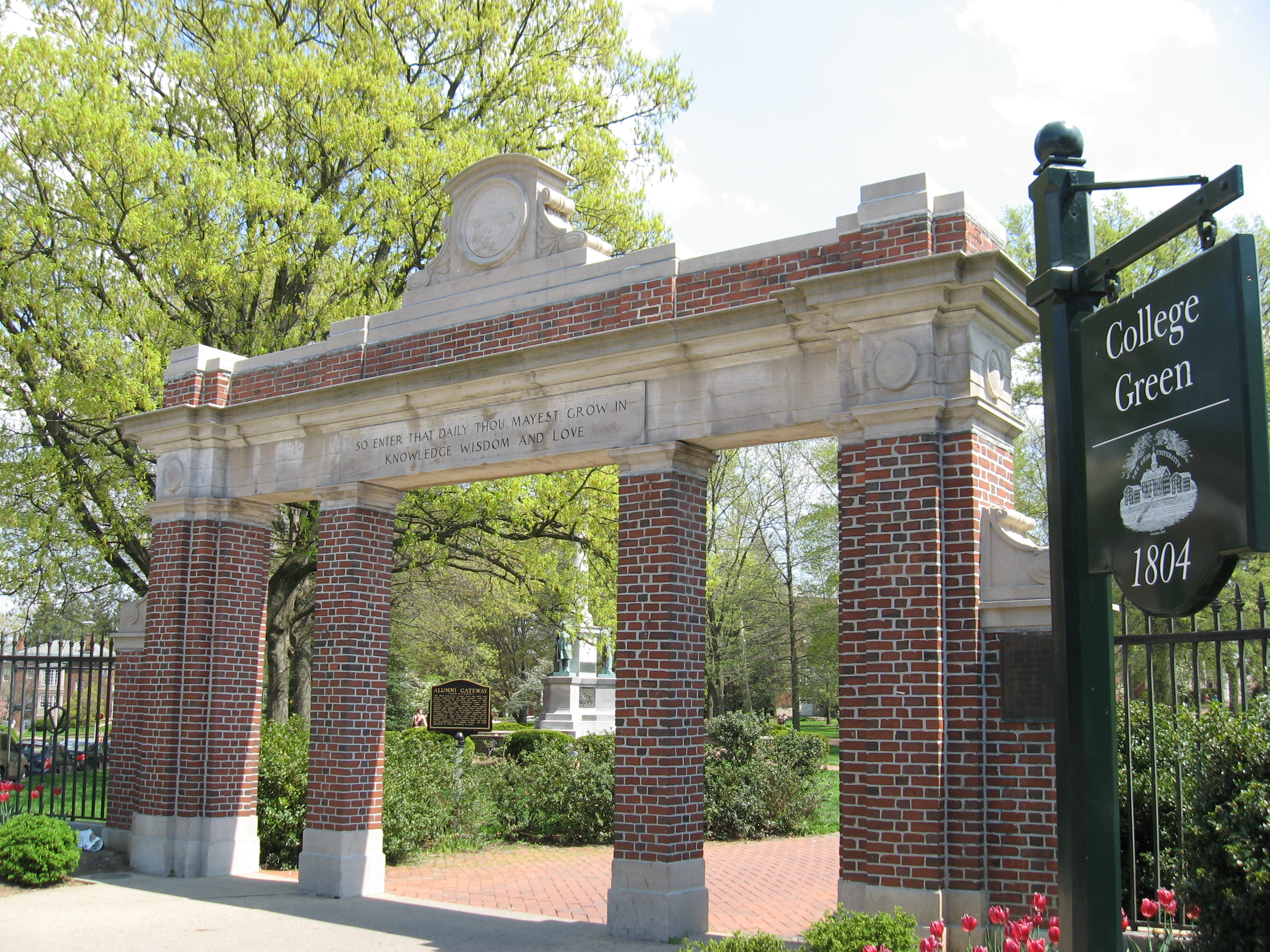
سر در ورودی دانشگاه در کالج سبز

کالج سبز محوطه اصلی مربع شکل کمپس دانشگاه اوهایو می‌باشد که بسیاری از ساختمان‌های اصلی دانشگاه شامل دفتر ریاست دانشگاه، دانشکده‌های متفاوت مثل دانشکده هنر و علوم و همچنین سر در ورودی دانشگاه در آن واقع است. طرح سه ساختمان ابتدایی اصلی کمپس در لوگوی رسمی دانشگاه به کار رفته‌است. کالج سبز شامل قسمت‌های متفاوت همچون قسمت شرقی، غربی و جنوبی می‌باشد. یکی از جذابیت‌های دانشگاه اوهایو این است که کالج سبز در دو قرن گذشته تقریباً دست نخورده باقی‌مانده‌است. دلیل انتخاب رنگ سبز به خاطر استفاده از این رنگ در طراحی کلاسیک شهرهای انگلیسی بوده‌است.

### مرکز دانشگاهی جان بیکر

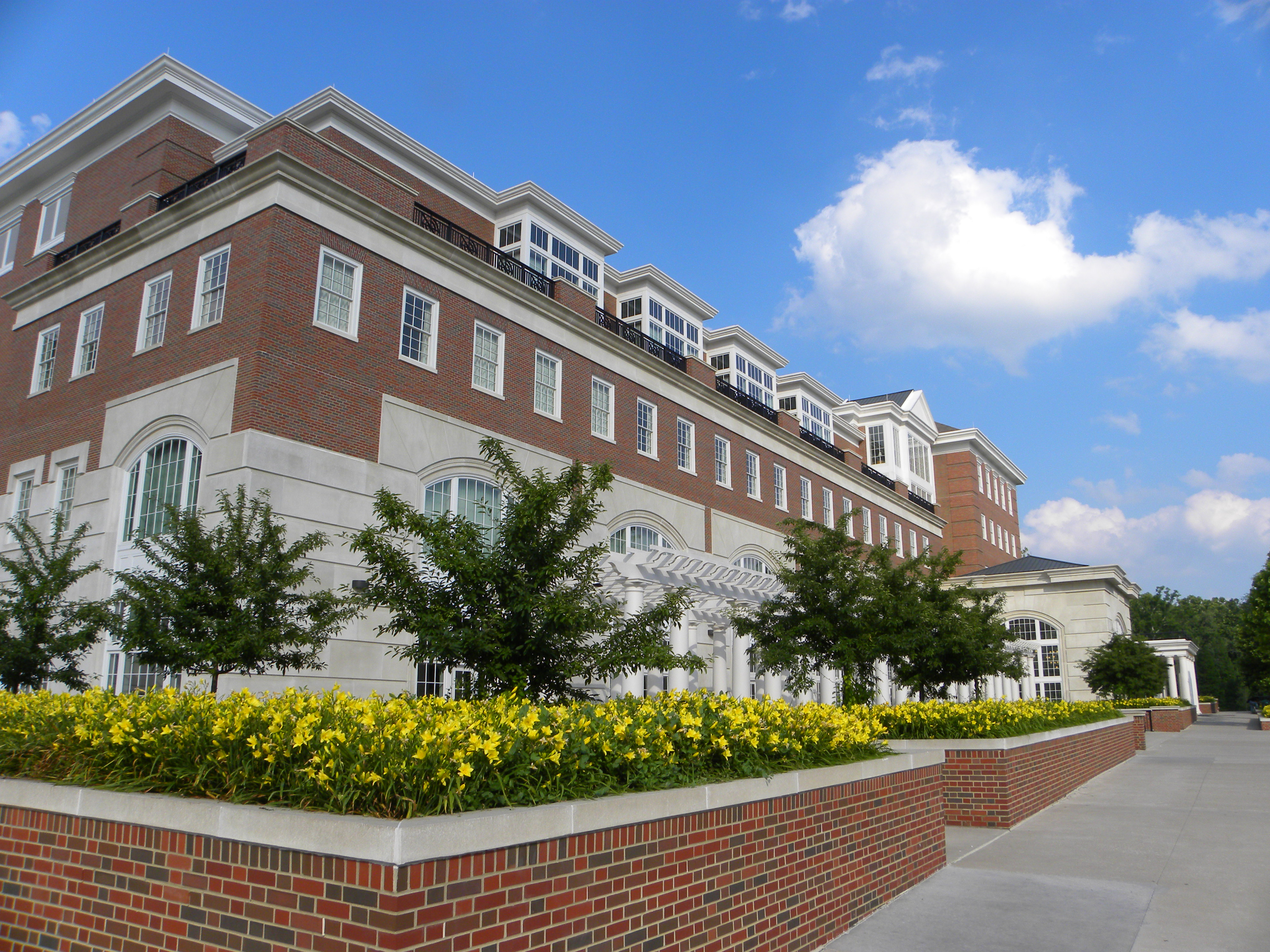
مرکز دانشگاهی بیکر

مرکز دانشگاهی جان بیکر در سال ۲۰۰۷ افتتاح شد و به افتخار جان بیکر، چهاردهمین رئیس دانشگاه اوهایو، به نام وی نامگذاری شد و جایگزین مرکز قدیمی بیکر گردید. این ساختمان پنج طبقه مرکز فعالیت‌های فرهنگی، هنری، سیاسی و اجتماعی تشکل‌های صنفی و دانشجویی است. علاوه بر این در این ساختمان یک رستوران، یک مجموعه شامل صحن خوراک، کتابفروشی، نمایندگی شرکت اپل، چندین عدد سالن همایش، گالری‌های هنری، آزمایشگاه کامپیوتر و دفاتر متعدد اداری می‌باشد.

### کتابخانه ورنون آر. آلدن

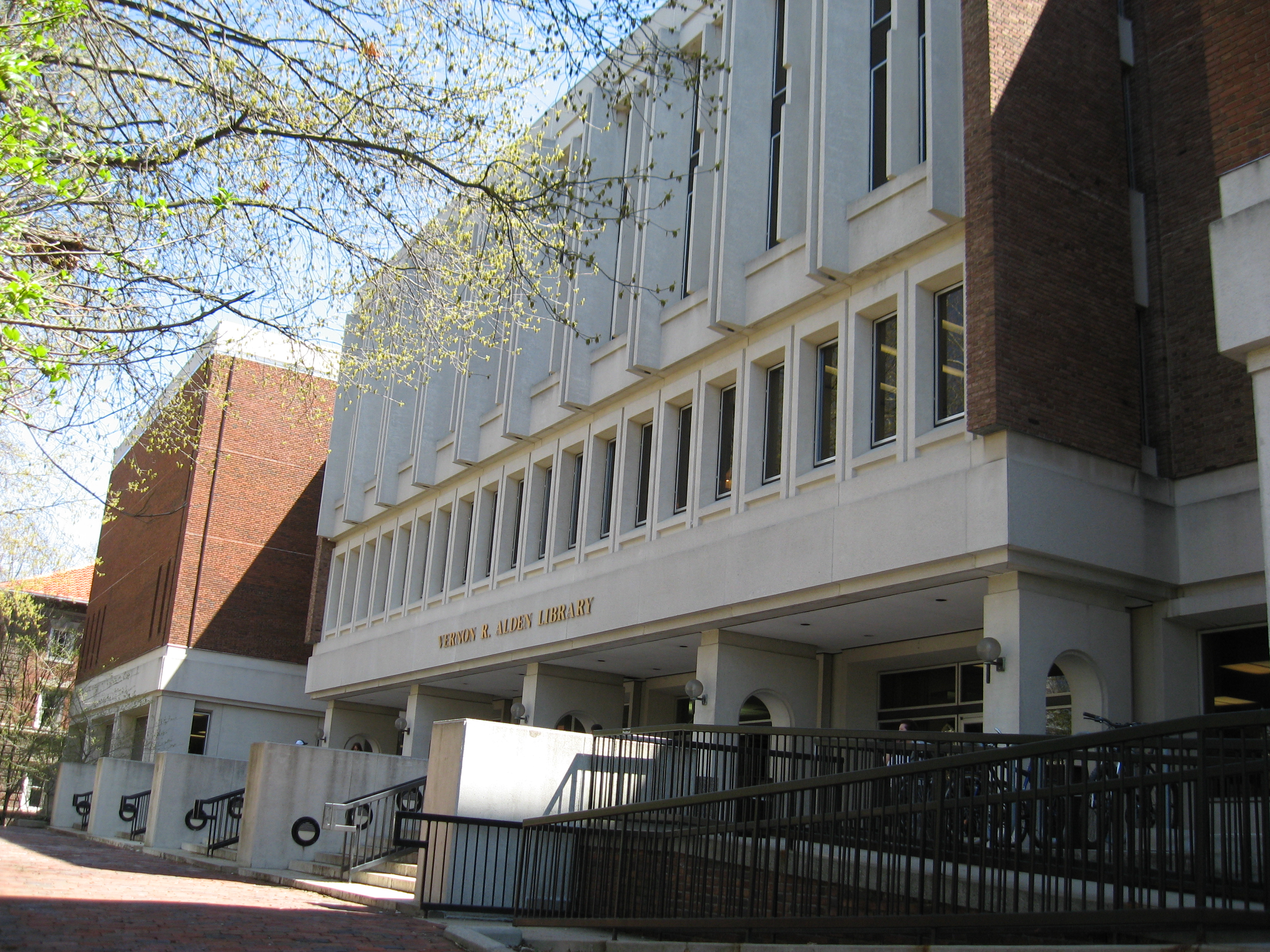
کتابخانه آلدن در دانشگاه اهایو

کتابخانه آلدن با ظرفیت پذیرش سه هزار نفر به عنوان کتابخانه مرکزی دانشگاه اوهایو ایفای نقش می‌کند. مجموعه کتابخانه‌های دانشگاه اوهایو شامل ۲٫۳ میلیون انواع واحدهای میکروفیلم، ۱۳۵۰۰ عدد اشتراک مجلات، و سه میلیون مجلدات می‌باشد که به همین علت یکی از صد کتابخانه بزرگ ایالات متحده می‌باشد. قدمت این کتابخانه به ۲۰۰ سال پیش بازمی‌گردد.

### مجموعه ورزشی سرگرمی چالز جی. پینگ

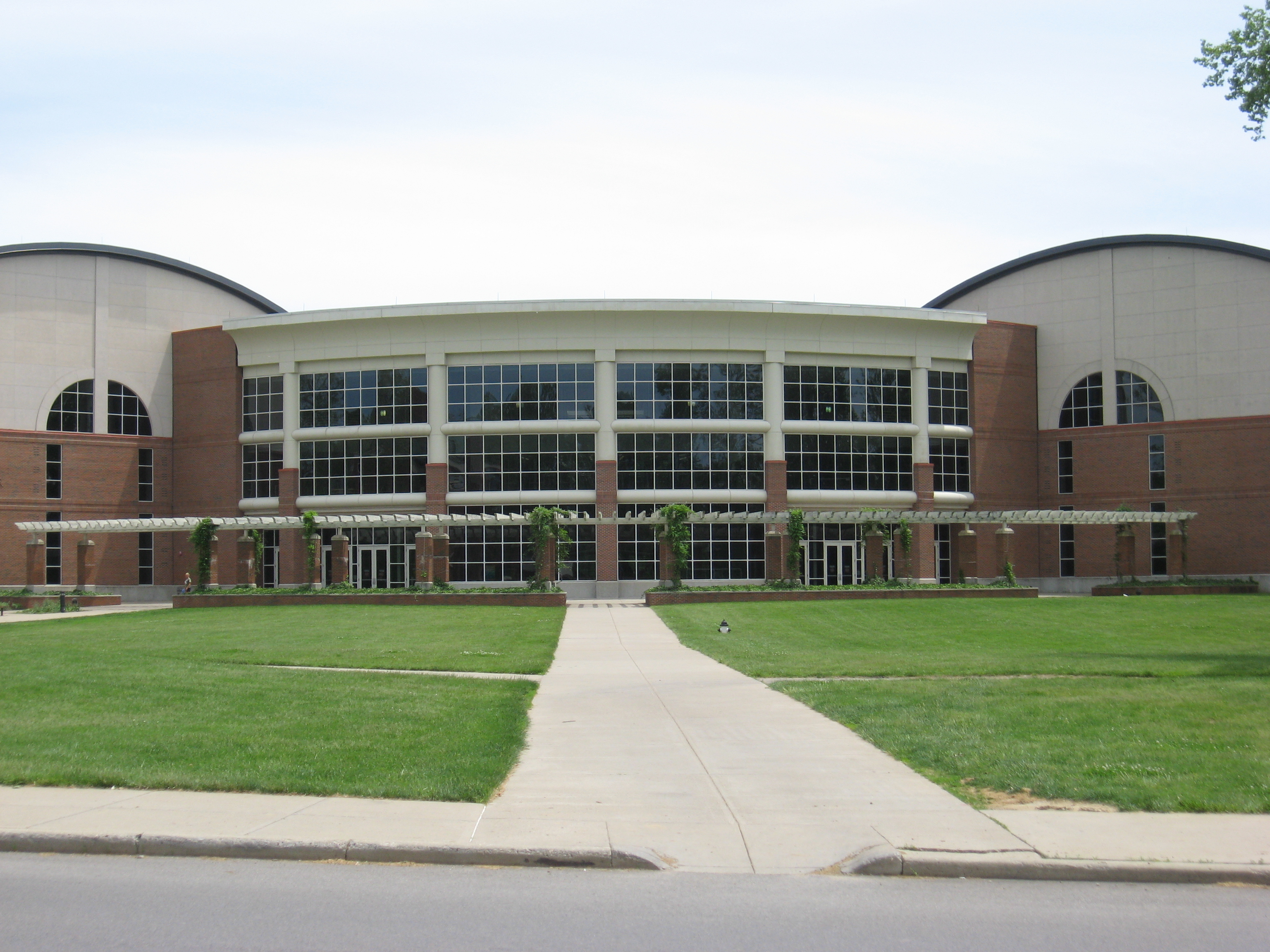
مجموعه ورزشی سرگرمی چارلز پینگ در دانشگاه اهایو

مجموعه ورزشی، سرگرمی چالز پینگ با مساحت ۱۵۶۰۰ متر مربع در سه طبقه یکی از بزرگترین مراکز ورزشی داخل سالن در ایالات متحده می‌باشد. این مجموعه شامل دیوار دو طرفه صخره‌نوردی، پنج زمین بسکتبال/والیبال، یک زمین فوتسال، پیست دو میدانی چهار خطه داخل سالن، هشت سالن مخصوص راکت‌بال و اسکواش و محوطه شیشه‌ای بدنسازی می‌باشد. مرکز ورزشی پینگ همچنین اتاق‌های بدنسازی، اروبیک، کلاس‌های آمادگی جسمانی، ورزش‌های رزمی، رقص، اتاق‌های جلسات و اتاق‌های مخصوص تمرینات فردی را به صورت رایگان در اختیار استادان، دانشجویان و کارمندان دانشگاه قرار می‌دهد. ساخت این مجموعه در سال ۱۹۹۴ آغاز گردید و در ژانویه ۱۹۹۶ افتتاح شد و به افتخار چارلز پینگ، هجدهمین رئیس دانشگاه اوهایو، به نام وی نامگذاری شد. مرکز پینگ همچنین یکی از بزرگترین مراکز استخدام دانشجویان در دانشگاه می‌باشد به نحوی که تماماً توسط دانشجویان دانشگاه اداره می‌شود.

## دانشکده‌ها
دانشگاه اوهایو دارای یازده دانشکده می‌باشد:
- دانشکده هنر و علوم
- دانشکده کسب‌وکار
- دانشکده مهندسی و فناوری راس
- دانشکده ارتباطات اسکریپ
- دانشکده علوم تربیتی و آموزشی پَتِن
- مدرسه فیلم دانشگاه اهایو
- دانشکده هنرهای زیبا
- دانشکده علوم مفاصل و استخوان هریتیج
- دانشکده علوم بهداشت حرفه‌ای و سلامت
- دانشکده آموزش افتخاری
- مدرسه مدیریت و روابط عمومی جرج وینوویچ
- یونیورسیتی کالج

علاوه بر این‌ها، چندین مرکز تحقیقاتی و مؤسسه پژوهشی در دانشگاه اهایو فعال می‌باشند.

## مشاهیر دانش‌آموخته
- کریستا آلن
- جو استرهاس
- پیپر پرابو
- بتی توماس
- توماس اف دافی
- ریچارد دین اندرسون
- ونکاترامان راماکریشنان، برنده جایزه نوبل شیمی در سال ۲۰۰۹
- نانسی کارترایت
- کارول کندال
- مت لاور
- آرسنیو هال
- رابرت دی. والتر
- جرج وینوویچ
- کاووس سید امامی